# Umowa UE-Mercosur

Państwa członkowskie Unii Europejskiej

Państwa członkowskie Mercosur. Zielony ciemny: pełni członkowie. Czerwony: członkowie zawieszeni

Europejska Unia–Mercosur – umowa o wolnym handlu – proponowana umowa o wolnym handlu między Unią Europejską a Mercosur, której wstępne porozumienie osiągnięto w 2019 roku. Została ogłoszona 28 czerwca podczas szczytu G20 w Osace po 20 latach negocjacji.
Negocjacje dotyczące umowy rozpoczęły się w 1999 roku, ale były przez lata wstrzymywane z powodu oporu europejskich producentów wołowiny, zwłaszcza małych rolników, którzy obawiali się konkurencji cenowej ze strony importu z Brazylii, największego producenta wołowiny na świecie. Wznowiono je w 2016 roku, częściowo z powodu wzrostu protekcjonizmu na świecie.
Chociaż porozumienie zostało osiągnięte w zasadzie, finalne teksty umowy nie zostały jeszcze ukończone, podpisane ani ratyfikowane, przez co umowa nie weszła w życie. W przypadku ratyfikacji będzie to największa umowa handlowa zarówno dla UE (449 milionów mieszkańców), jak i Mercosur (260 milionów mieszkańców) pod względem liczby zaangażowanych obywateli. Projekt umowy handlowej jest częścią szerszego układu stowarzyszeniowego między tymi blokami, obejmującego również współpracę i dialog polityczny. Negocjacje w tych dwóch obszarach zakończono 18 czerwca 2020 roku. 6 grudnia 2024 roku ogłoszono porozumienie w sprawie umowy o wolnym handlu, które nadal wymaga zatwierdzenia przez wszystkie 27 państw członkowskich UE.
UE jest największym partnerem handlowym i inwestycyjnym Mercosuru; Na przykład w 2018 r. aż 20 proc. (42,6 mld euro) eksportu Mercosuru było kierowane do krajów UE, podczas gdy eksport z UE do Mercosuru wyniósł 45 mld euro. Ponadto oczekuje się, że porozumienie pozwoli europejskim przedsiębiorstwom zaoszczędzić ponad 4 mld euro na cłach; Dotyczy to w szczególności samochodów (35% stawki celnej), części samochodowych (14–18%), maszyn (14–20%), chemikaliów (do 18%), farmaceutyków (do 14%), odzieży i obuwia (35%) czy dzianin (26%). Żywność obejmuje czekoladę i słodycze (20%), wino (27%) i napoje bezalkoholowe (20 do 35%). Umowa zapewni również bezcłowy dostęp w ramach kontyngentów na produkty mleczarskie z UE (obecna stawka celna wynosi 28%), głównie ser.

## Główne postanowienia
- Eliminacja 93% ceł Mercosur na towary z UE oraz preferencyjne traktowanie dla pozostałych 7%[3].
- Zniesienie 91% ceł UE na towary z Mercosur[3].
- Ochrona 357 europejskich produktów regionalnych oznaczeniami geograficznymi, takich jak Prosciutto di Parma[13].
- Liberalizacja handlu usługami i inwestycjami, uproszczenie procedur celnych oraz poprawa dostępu do zamówień publicznych[3].
- Stopniowe wprowadzanie zmian w ciągu 15 lat[3].

## Krytyka
Planowana umowa została skrytykowana przez naukowców, związki zawodowe, organizacje pozarządowe, europejskich hodowców bydła, aktywistów ekologicznych i obrońców praw ludności rdzennej.
Protesty przeciwko umowie odbywały się w wielu krajach. Rządy i parlamenty państw członkowskich UE również wyraziły sprzeciw wobec porozumienia. W październiku 2020 roku Parlament Europejski oraz komisarz ds. handlu Valdis Dombrovskis uznali, że porozumienie w obecnym kształcie nie może zostać zatwierdzone.

### Europejscy rolnicy
Umowa ma doprowadzić do znacznego wzrostu eksportu wołowiny z Argentyny i Brazylii do państw członkowskich UE. Przewiduje się, że rolnicy z UE, szczególnie mniejsi, będą mieli trudności z konkurowaniem cenowym. COPA-COGECA, organizacja reprezentująca 23 miliony rolników w UE, ostrzegła, że umowa może zostać zapamiętana jako „bardzo ciemny moment” w historii. Irlandzkie Stowarzyszenie Rolników określiło porozumienie jako „haniebną i słabą kapitulację”. Wizja podpisania umowy była jedną z przyczyn protestów rolników w Unii Europejskiej w 2024 roku.

### Ekolodzy

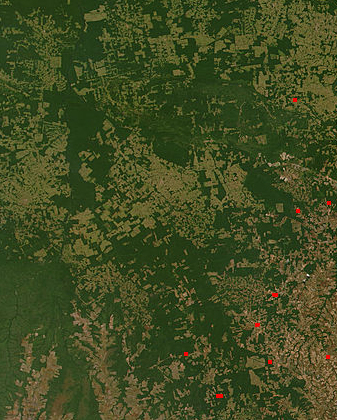
Wylesianie w stanie Mato Grosso w Brazylii. Obszary przekształcone w grunty rolne są widoczne jako jasne kwadratowe pola.

Krytycy wskazują, że umowa koncentruje się na sprzedaży taniego mięsa i soi z Ameryki Południowej do UE oraz eksportu pestycydów i samochodów z UE do Mercosur. Według naukowców taka wymiana handlowa może zwiększyć emisję dwutlenku węgla, przyczyniając się do zmiany klimatu.
Konwencjonalna produkcja mięsa i soi w regionie Mercosur wiąże się z wylesianiem Amazonii, jednego z największych pochłaniaczy dwutlenku węgla na świecie. Produkcja rolnicza w regionie może również prowadzić do degradacji Gran Chaco i Cerrado.

### Prawa człowieka

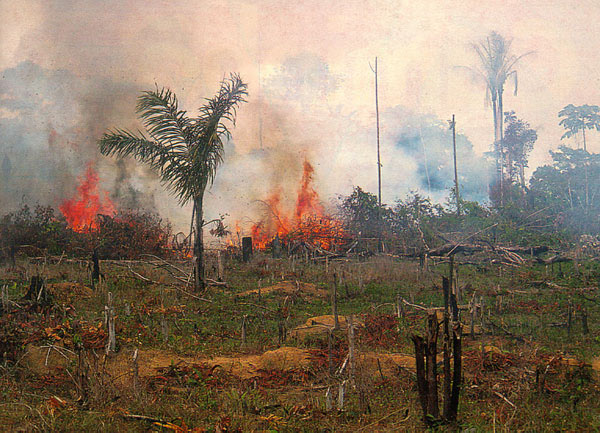
Pożar lasu w Brazylii

Umowa budzi obawy o pogorszenie sytuacji rdzennych społeczności w Brazylii. Krytycy wskazują, że jej realizacja może prowadzić do intensyfikacji wylesiania oraz zagrożenia dla ludności rdzennej. Liderzy ludności rdzennej twierdzą, że umowa może zwiększyć przemoc wobec ich społeczności.

## Stanowisko rządów państw
Umowa napotyka na silny sprzeciw, szczególnie ze strony Polski, Francji i Włoch, które obawiają się wpływu na rodzimy sektor rolny. Kraje te wskazują na niższe standardy produkcji w Ameryce Południowej. Po otrzymaniu krytyki za brak działań na rzecz ochrony lasów Amazonii brazylijski rząd spotkał się z oporem ze strony niektórych państw członkowskich UE. Irlandia i Francja zagroziły zawetowaniem umowy, jeśli Brazylia nie podejmie konkretnych działań w celu ochrony środowiska. W lipcu 2019 roku Dáil Éireann – izba niższa irlandzkiego parlamentu – symbolicznie odrzuciła umowę, głosując stosunkiem głosów 84 do 46. W sierpniu 2019 roku minister handlu Luksemburga oświadczył, że realizacja Porozumienia paryskiego jest niezbędnym warunkiem podpisania umowy. W tym samym miesiącu słowacki minister rolnictwa Gabriela Matečná ogłosił, że Słowacja zablokuje porozumienie z powodu nieakceptowalnego podejścia Brazylii do pożarów w Amazonii. W grudniu 2023 roku prezydent Francji Emmanuel Macron podczas konferencji prasowej na COP28 ogłosił swoje sprzeciwienie się umowie. Dzień później Valdis Dombrovskis, wiceprzewodniczący Komisji Europejskiej ds. handlu, odwołał zaplanowaną wizytę w Brazylii, która miała na celu ogłoszenie finalizacji umowy. Argentyńskie władze przekazały UE, że nowo wybrany prezydent Javier Milei potrzebuje dodatkowego czasu na rozpatrzenie nowych zobowiązań zawartych w umowie.
We wrześniu 2019 roku prawie jednomyślnie głosowano przeciwko umowie w podkomisji ds. UE parlamentu Austrii, co zmusiło rząd do jej zawetowania. Austriaccy parlamentarzyści podkreślali obawy dotyczące ochrony sektora rolnego i lasów Amazonii. W styczniu 2020 roku rząd regionu Walonia w Belgii oficjalnie sprzeciwił się umowie. Parlament Walonii jednogłośnie poparł tę decyzję 5 lutego 2020 roku. Podobne stanowisko zajęły władze regionu stołecznego Bruksela, stawiając szereg warunków do zaakceptowania umowy.
Umowa napotyka również na silny sprzeciw, szczególnie ze strony Polski, Francji i Włoch, które obawiają się wpływu na rodzimy sektor rolny. Kraje te wskazują na niższe standardy produkcji w Ameryce Południowej.
W sierpniu 2020 roku kanclerz Niemiec Angela Merkel wyraziła wątpliwości, czy umowa w obecnym kształcie może zostać zaakceptowana. Poparcie dla umowy w 2024 wyraził Kanclerz Niemiec Olaf Scholz, wskazując na jej geostrategiczne znaczenie. Prezydent Argentyny Javier Milei podkreślił korzyści gospodarcze płynące z szybkiego zakończenia negocjacji.

## Proces legislacyjny i ratyfikacja

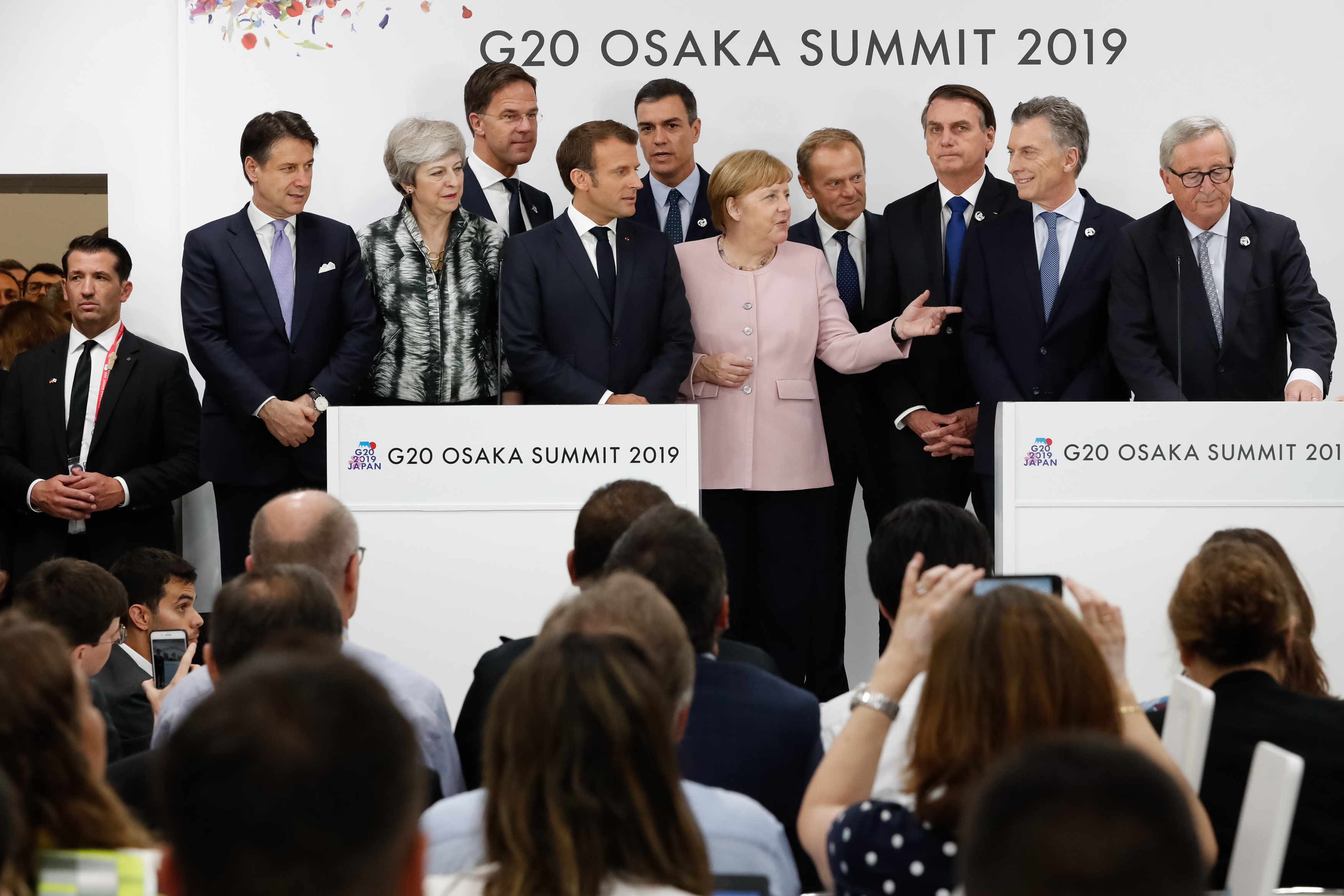
W czerwcu 2019 roku przedstawiciele UE i Mercosur ogłosili osiągnięcie porozumienia w zasadzie.

Po przyjęciu i opublikowaniu 17-stronicowego dokumentu „porozumienia w zasadzie” 2019-07-01 roku, 29 nieukończonych tekstów rozdziałów i załączników dotyczących umowy handlowej zostało opublikowanych w lipcu i wrześniu z zastrzeżeniem, że mogą one ulec zmianie podczas procesu rewizji prawnej. W międzyczasie negocjacje dotyczące innych części układu stowarzyszeniowego UE-Mercosur trwały dalej i zakończyły się 2020-06-18 roku osiągnięciem porozumienia w sprawie filarów dialogu politycznego, współpracy, preambuły oraz przepisów instytucjonalnych i końcowych. Teksty wymagają jeszcze ostatecznej rewizji prawnej oraz przetłumaczenia na wszystkie języki urzędowe UE i Mercosur.
W następnym kroku Komisja Europejska przedstawi je Radzie Unii Europejskiej do zatwierdzenia, gdzie wymagana jest jednomyślność. Jeśli Rada zatwierdzi teksty, umowa zostanie podpisana i przesłana do ratyfikacji krajom Mercosur oraz Parlamentowi Europejskiemu. Układ stowarzyszeniowy wymaga również zatwierdzenia przez parlamenty narodowe wszystkich państw członkowskich UE. Proces ratyfikacji przez parlamenty krajowe Mercosur również będzie konieczny. Do wejścia w życie umowy wymagane jest zatwierdzenie jej przez wszystkie państwa członkowskie UE oraz ratyfikacja przez kraje Mercosur jednak w Unii Europejskiej część handlowa umowy (oraz niektóre elementy preambuły, przepisów instytucjonalnych i końcowych) może zostać tymczasowo wdrożona po ratyfikacji przez Mercosur i zatwierdzeniu przez Parlament Europejski. Komisja Europejska może również zdecydować o przedstawieniu części handlowej jako odrębnej umowy handlowej. W takim przypadku zgoda parlamentów narodowych UE nie będzie wymagana, a zatwierdzenie Parlamentu Europejskiego wystarczy. Pozostałe części układu stowarzyszeniowego będą wymagały zatwierdzenia przez wszystkie parlamenty narodowe i nie mogą być wdrożone tymczasowo.